# USS K-6 (SS-37)
USS K-6 (SS-37) bila je šesta američka podmornica klase K. 

## Povijest
Izgrađena je u brodogradilištu Fore River Shipyard u Quincyju. Porinuta je 26. ožujka 1914. i u operativnu uporabu primljena je 9. rujna 1914.

### Operativna uporaba
Nakon ulaska u uporabu, naredne tri godine izvodi eksperimente i razvojne operacije uz Atlantsku obalu i u Meksičkom zaljevu.